# Фаминцын, Егор Иванович
Егор Иванович Фаминцын (?—1731) — генерал-майор, участник Северной войны; обер-комендант Санкт-Петербургской крепости.

## Биография
Вместе с отцом выехал в конце XVII века из Польши в Россию и в 1696 году, в чине прапорщика, находился уже в Азовском походе боярина А. С. Шеина и участвовал в деле при Кизикирмене. В 1700 году был в сражении под Нарвою, 29 декабря 1701 года — в битве при Эрестфере, а в 1702 — в сражении при Гуммельсгофе и при Мариенбурге. В 1703 году, в отряде генерал-майора фон Вердена, сражался против шведов под Ямбургом, и 23 июня за отличие был произведён в поручики; 4 мая 1704 года участвовал во взятии на реке Эмбахе 13 шведских судов, а затем участвовал в штурме Дерпта; 19 ноября 1704 года был пожалован в капитаны, с переводом из Новогородского в Астраханский пехотный полк. С Астраханским полком он участвовал в походах 1705—1707 годов против Карла XII; 21 апреля 1708 года был произведён в секунд-майоры. За участие 27 июня 1709 года в Полтавской битве, год спустя он был пожалован в чин премьер-майора, а 19 июля 1711 г., участвуя в Прутском походе, был произведён в подполковники. В последующих походах против шведов, в 1712—1719 гг., был в Голштинии и Померании и участвовал в делах под Фридрихштадтом, Тенингом и Штеттином, и с эскадрой Сенявина в Эзельском сражении.
Именным Высочайшим указом 1 января 1721 года Е. И. Фаминцын был пожалован чином полковника и вскоре, с производством в бригадиры, был назначен обер-комендантом Санкт-Петербургской крепости. По должности обер-коменданта, Фаминицыну была поручена в июле 1726 году переделка старых ефимков и серебра в новую монету и возложено участие в следственной комиссии по делу Санкт-Петербургского генерал-полицмейстера Антона Девиера. Был произведён 7 мая 1727 года в генерал-майоры, 14 мая получил из отписных имений Девиера значительные поместья и 9 сентября уволен от должности обер-коменданта; 21 марта 1729 года был назначен в Низовый корпус, на место умершего генерал-майора Штерншанца, и оставался в нём до своей кончины. Умер в 1731 году.